# Cadre-71/2-Europameisterschaft 1959

Logo CEB (ausrichtender Verband)

Veranstaltungsort: Brüssel

Die Cadre-71/2-Europameisterschaft 1959 war das 14. Turnier in dieser Disziplin des Karambolagebillards und fand vom 19. bis zum 22. Februar 1959 in Brüssel statt. Es war die vierte Cadre-71/2-Europameisterschaft in Belgien.

## Geschichte
Seinen dritten EM-Titel im Cadre 71/2 in Folge gewann der Belgier Emile Wafflard in seiner Heimatstadt. Er verlor nur eine Partie gegen den Drittplatzierten Siegfried Spielmann. Einen belgischen Doppelsieg gab es durch Joseph Vervest, der Zweiter wurde. Leider konnte der deutsche Meister Walter Lütgehetmann, der bereits sechs EM-Medaillen in Cadre 71/2 gewonnen hatte, nicht am Turnier teilnehmen. Für ihn spielte Ernst Rudolph und wurde Sechster. Es war die erste Cadre 71/2-Europameisterschaft die durch die neu gegründete CEB ausgerichtet wurde.

## Turniermodus
Hier wurde im Round Robin System bis 300 Punkte gespielt. Es wurde mit Nachstoß gespielt. Damit waren Unentschieden möglich.
Bei MP-Gleichstand (außer bei Punktgleichstand beim Sieger) wird in folgender Reihenfolge gewertet:
1. MP = Matchpunkte
2. GD = Generaldurchschnitt
3. HS = Höchstserie

## Abschlusstabelle

König-Baudouin-Stadion (2008)

| MP    | Match Points (Sieger = 2; Unentschieden = 1; Verlierer = 0) |
| Pkte. | Erzielte Karambolagen                                       |
| Aufn. | Benötigte Versuche                                          |
| GD    | Generaldurchschnitt                                         |
| BED   | Bester Einzeldurchschnitt eines Spielers                    |
| HS    | Höchstserie                                                 |
|       | Bester GD des Turniers                                      |
|       | Bester ED des Turniers                                      |
|       | Beste HS des Turniers                                       |
|       | 1. Platz (Gold)                                             |
|       | 2. Platz (Silber)                                           |
|       | 3. Platz (Bronze)                                           |

| Platz                      | Name                | MP   | Pkte. | Aufn. | GD    | BED    | HS  |
| -------------------------- | ------------------- | ---- | ----- | ----- | ----- | ------ | --- |
| 1                          | Emile Wafflard      | 12:2 | 1963  | 68    | 28,96 | 100,00 | 196 |
| 2                          | Joseph Vervest      | 10:4 | 2029  | 90    | 22,54 | 60,00  | 115 |
| 3                          | Siegfried Spielmann | 10:4 | 2017  | 107   | 18,85 | 27,27  | 201 |
| 4                          | Piet van de Pol     | 8:6  | 1599  | 101   | 15,83 | 23,07  | 77  |
| 5                          | Tini Wijnen         | 6:8  | 1700  | 83    | 20,48 | 30,00  | 122 |
| 6                          | Ernst Rudolph       | 6:8  | 1514  | 98    | 15,44 | 30,00  | 101 |
| 7                          | Johann Scherz       | 3:11 | 1521  | 102   | 14,91 | 18,75  | 57  |
| 8                          | Jacques Grivaud     | 1:13 | 990   | 109   | 9,09  | 13,04  | 62  |
| Turnierdurchschnitt: 17,58 |                     |      |       |       |       |        |     |